# Vazovecký potok
Vazovecký potok je pravostranný přítok řeky Jizery v Libereckém kraji. Je nazván podle vesnice Vazovec, dnes místní části Turnova. Délka toku činí 5,2 km. Plocha povodí měří 10,6 km².

## Průběh toku
Vazovecký potok se protéká Vazoveckým údolí. Je to malý potůček, který vytéká z Ondříkovického zlomu. Odtud teče jihovýchodním směrem a vytváří plošší údolí, ve kterém se podél potoka rozkládá vesnice Vazovec. Potok se poblíž Dlaskova statku v Dolánkách vlévá do řeky Jizery.

## Rekreace
U pramene potoka se nachází restaurace a hotel, který leží na břehu rybníka, dále po proudu je mnoho soukromých objektů, které se využívají jak k rekreaci, tak i k trvalému pobytu.

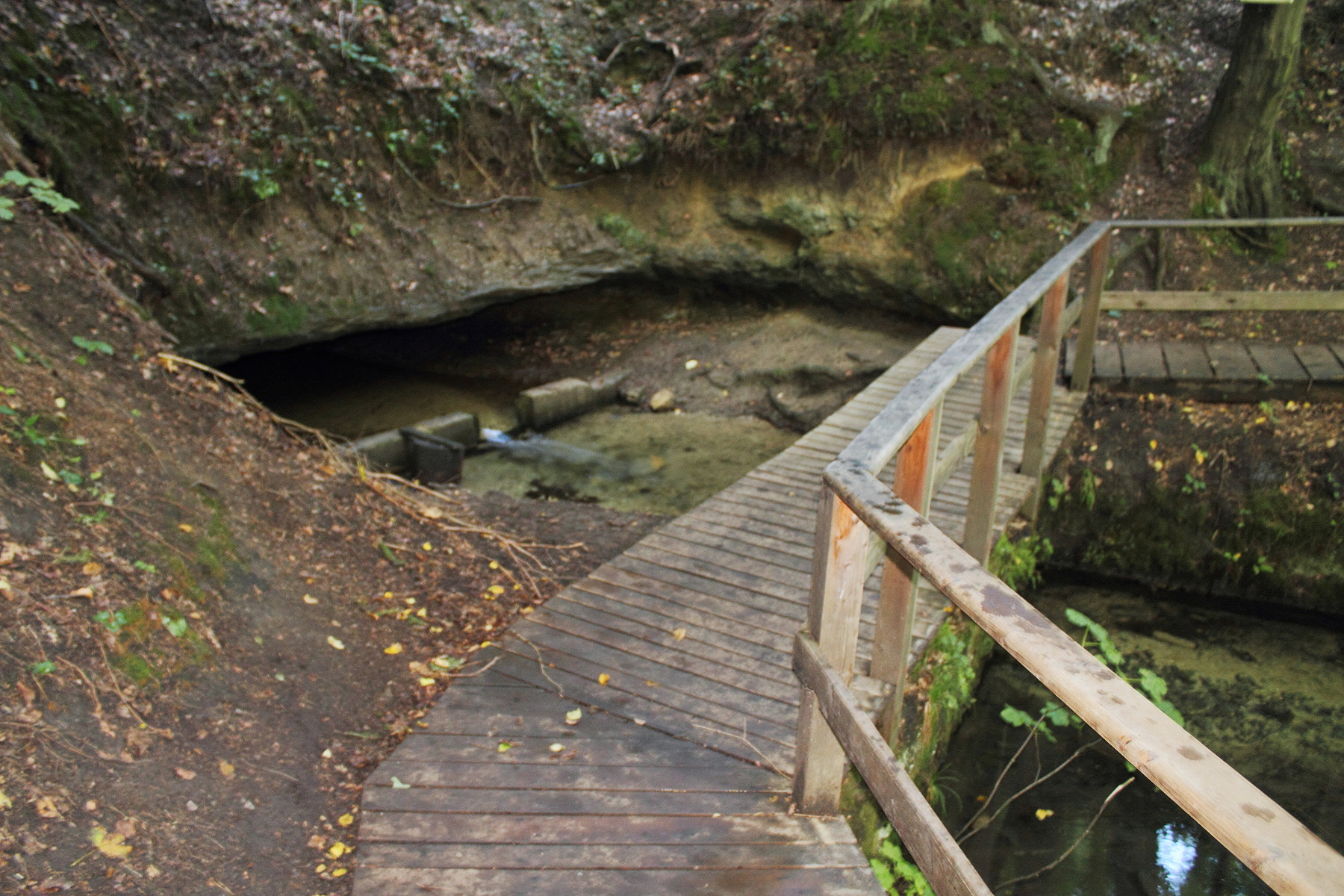
Vývěr potoka v „Bartošově peci“ v Ondříkovickém pseudokrasovém systému